# Hermann Matern

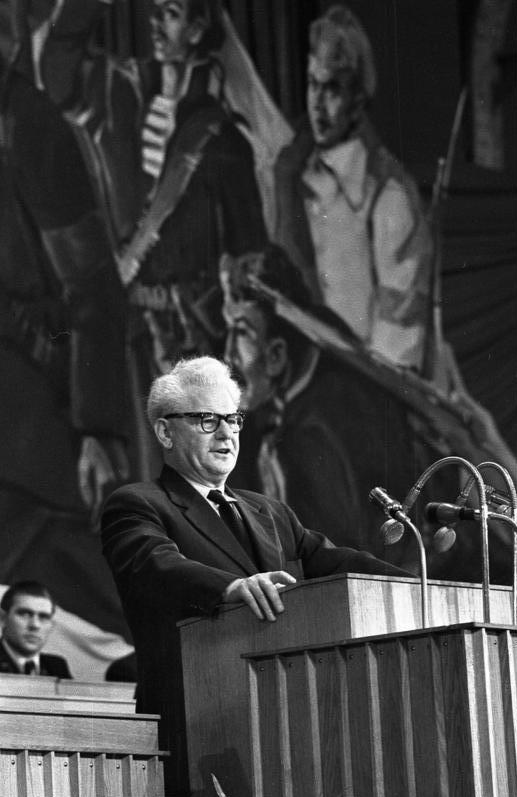
Hermann Matern, 1957

Hermann Matern (* 17. Juni 1893 in Burg; † 24. Januar 1971 in Berlin) war ein deutscher kommunistischer Politiker. Für die KPD war er unter anderem 1932 und 1933 Abgeordneter des Preußischen Landtages, in der DDR war er Mitglied des Politbüros des ZK der SED, Vizepräsident der Volkskammer und leitete von 1948 bis 1971 die Zentrale Parteikontrollkommission.

## Leben

### Politischer Werdegang
Als Sohn eines sozialdemokratischen Arbeiters absolvierte Matern nach dem Besuch der Volksschule von 1907 bis 1911 eine Ausbildung zum Gerber und war danach als Geselle auf Wanderschaft. 1907 trat er der Sozialistischen Arbeiterjugend, 1910 dem Deutschen Landarbeiterverband und 1911 der SPD bei. 1914 trat er aus Protest gegen die Bewilligung der Kriegskredite aus der SPD aus. Im Ersten Weltkrieg war er Soldat in Frankreich.
1918 trat er der USPD bei und war Teilnehmer der Novemberrevolution und Mitglied des Arbeiter- und Soldatenrates. Hier wurde er zum Kommandanten des Wachregiments in Magdeburg gewählt. Von 1919 bis 1926 arbeitete er als Gerber in Burg, wurde Mitglied der KPD und war KPD-Vorsitzender in Burg, Betriebsratsvorsitzender, ehrenamtlicher Stadtrat und 1926 bis 1928 KPD-Gewerkschaftssekretär. Er gehörte dem Gauvorstand und der Reichstarifkommission des Deutschen Lederarbeiterverbandes an. 1928 bis 1929 besuchte er die Internationale Lenin-Schule in Moskau und war danach bis 1931 Politleiter der KPD in Magdeburg für Magdeburg-Anhalt und danach bis 1933 Politleiter des Bezirkes Ostpreußen. 1932 und 1933 war er Abgeordneter des Preußischen Landtages.
Im Februar 1933 nahm er an der vom Zentralkomitee der KPD einberufenen Tagung im Sporthaus Ziegenhals bei Berlin teil. Ab April 1933 leitete er die illegale Bezirksparteiorganisation Pommern.

### Verhaftung, Flucht, Exil
Im Juli 1933 wurde er verhaftet. Im September 1934 gelang ihm die Flucht aus dem Gefängnis Stettin-Altdamm. Er emigrierte in die Tschechoslowakei, dann über die Schweiz nach Frankreich. Hier lernte er 1935 seine spätere Frau Jenny Pickerodt kennen, die zu dieser Zeit als Sekretärin im Pariser Büro der illegalen Leitung der Roten Hilfe tätig war. Im Lutetia-Kreis (1935 bis 1936) wirkte er mit am Versuch, eine Volksfront gegen das NS-Regime zu schaffen. Seine Flucht führte ihn weiter über Belgien in die Niederlande, nach Norwegen und schließlich nach Schweden. Im Frühjahr 1941 siedelte er nach Moskau über. Er wurde Mitglied im Nationalkomitee Freies Deutschland. Später war er Lehrer der Zentralen Antifa-Schule in Krasnogorsk.

### Rückkehr

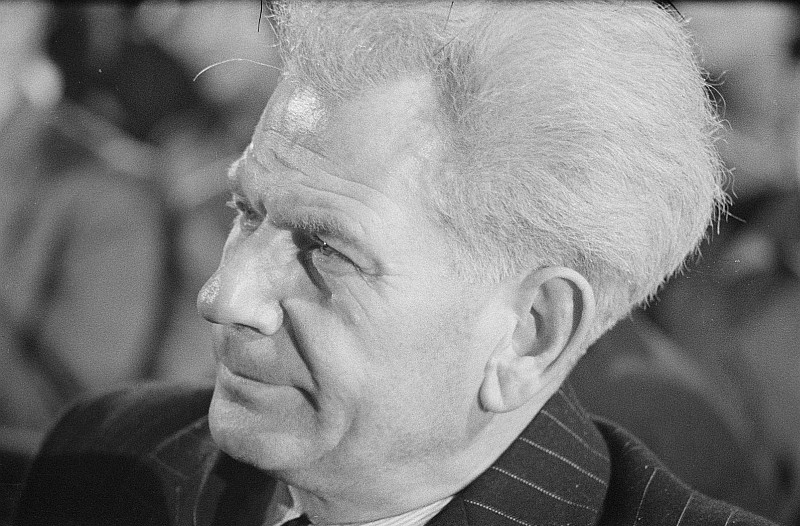
Hermann Matern, 1949

Am 1. Mai 1945 kehrte Matern mit der Gruppe um Anton Ackermann nach Deutschland zurück, die unter dessen Leitung als Regionalgruppe in der Region Sachsen für die KPD aktiv sein sollte (neben der für die gesamte sowjetische Besatzungszone vorgesehenen Gruppe Ulbricht). Matern gehörte zu den Unterzeichnern des Programmatischen Aufrufs des ZK der KPD vom 11. Juni 1945. Bis 1946 war er erster Sekretär der Bezirksleitung Sachsen der KPD und nach der Zwangsvereinigung von SPD und KPD in der sowjetischen Besatzungszone von 1946 bis 1948 gemeinsam mit Karl Litke Vorsitzender des Landesverbandes Groß-Berlin der SED. Von 1946 bis 1950 war er Mitglied des Zentralsekretariats des Parteivorstandes, ab 21. Oktober 1948 Vorsitzender der Zentralen Parteikontrollkommission (ZPKK) und ab 1950 Mitglied des Politbüros des ZK der SED. Im Politbüro gehörte die Steuerung der „Abteilung Verkehr“ des Zentralkomitees zu seiner Zuständigkeit, die für die geheimen Verbindungen zur ab 1955 illegalen KPD in Westdeutschland, später zur DKP und für die Finanzierung dieser Parteien verantwortlich war. Als einer der führenden Politiker beteiligte er sich an der marxistisch-leninistischen Ausrichtung der SED.

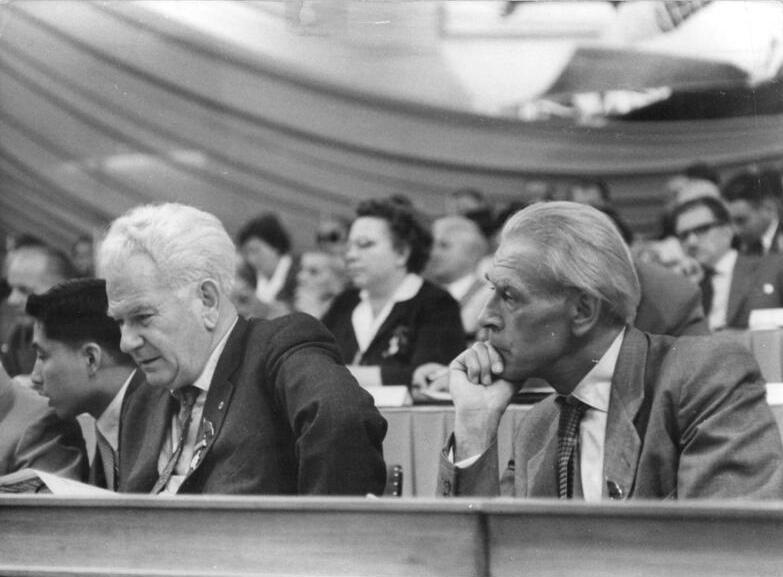
Hermann Matern (links) und Max Reimann auf dem V. Parteitag der SED, 1958

Als stellvertretender Vorsitzender des Ausschusses für den Abschluss eines Friedensvertrags mit Deutschland (spätere Bezeichnung Friedensausschuss) im Deutschen Volksrat wirkte er an dessen Formulierung mit. Im Rahmen der Volkskongreßbewegung nahm er an allen drei Deutschen Volkskongressen teil. Ab 1949 war er Abgeordneter der Provisorischen Volkskammer. Er leitete die Volkskammerdelegation zum Deutschen Bundestag, die vermeintliche Wege zu einer gesamtdeutschen Verständigung vorschlug. Die Delegation wurde am 19. September 1952 vom Bundestagspräsidenten Hermann Ehlers empfangen, die Vorschläge wurden jedoch nicht beantwortet.
Von 1950 bis 1954 war Matern Vizepräsident der Volkskammer, danach erster Stellvertreter des Präsidenten und von 1957 bis 1960 Vorsitzender des Ständigen Ausschusses für die örtlichen Vertretungen. Er war Mitglied des Nationalen Verteidigungsrates der DDR.

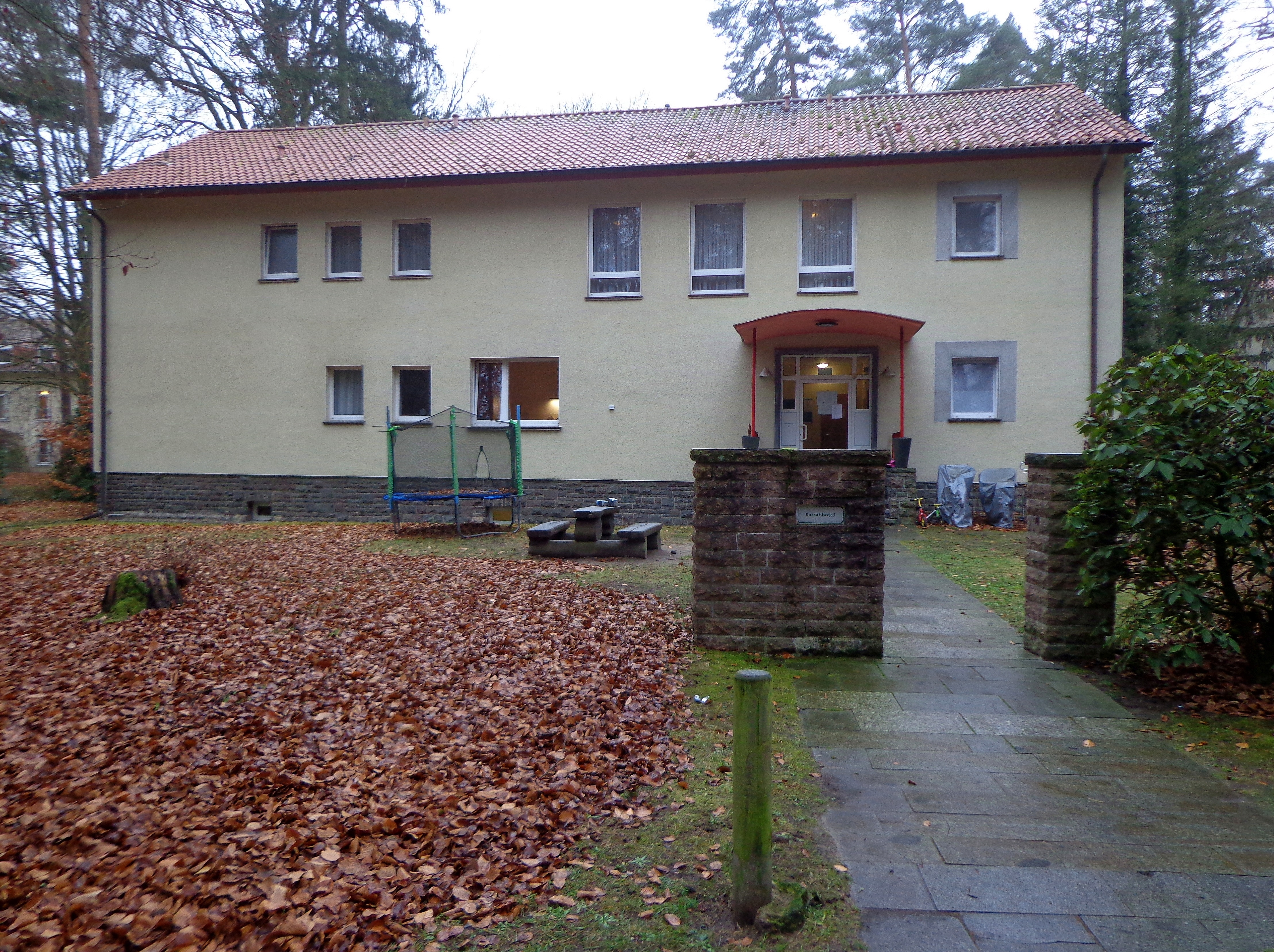
Waldsiedlung Wandlitz, das einst von Matern sowie von Horst Sindermann bewohnte „Haus 3“

Matern war ab 1963 Mitglied des Generalrates der Fédération Internationale des Résistants, der internationalen Dachorganisation der antifaschistischen Widerstandskämpfer gegen das NS-Regime.

Er war von dem Führungsanspruch der SED überzeugt. Auf der 7. Gesamtdeutschen Arbeiterkonferenz 1958 in Leipzig sagte er: 

„Die Staatsmacht in den Händen zu haben, das ist eine große Sache. […] Wir denken nie daran, die Arbeiter- und Bauernmacht wieder aufzugeben. Bei uns lassen wir nicht zu, dass jemand bei den Wahlen kandidiert, der den Kapitalismus wieder aufbauen will. […] Deshalb gibt es auch keine Opposition nach bürgerlichen Vorstellungen.“

Materns Urne wurde in der Gedenkstätte der Sozialisten auf dem Zentralfriedhof Friedrichsfelde in Berlin-Lichtenberg beigesetzt, wo sich auch die Urne seiner Frau Jenny befindet.

## Auszeichnungen und Ehrungen
- 1953 und 1969 Karl-Marx-Orden

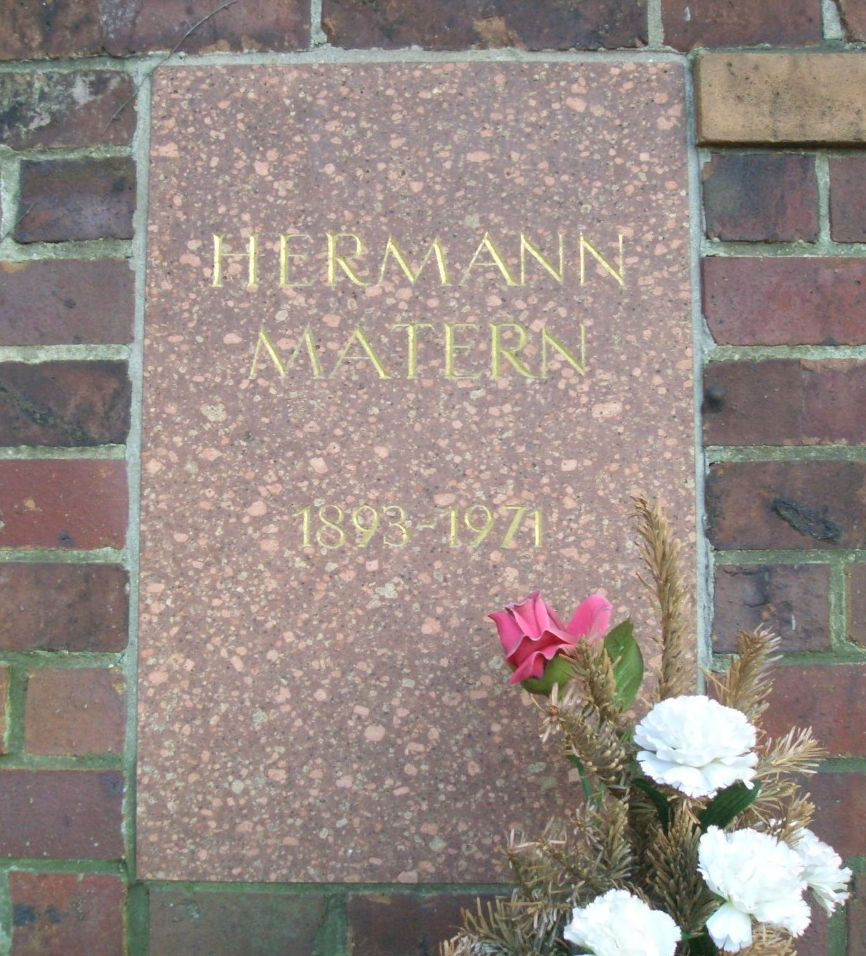
Urnengrab auf dem Zentralfriedhof Friedrichsfelde in Berlin

- 1955 Vaterländischer Verdienstorden in Gold
- 1960 Orden Banner der Arbeit
- 1963 Ehrentitel Held der Arbeit
- 1965 Ehrenspange zum Vaterländischen Verdienstorden in Gold
- 1967 Orden Stern der Völkerfreundschaft
- 1968 Leninorden (UdSSR)
- 1968 Orden des Vaterländischen Krieges II. Grades (UdSSR)

Die Deutsche Post der DDR gab anlässlich seines 80. Geburtstages am 13. Juni 1973 eine Sondermarke in der Serie Persönlichkeiten der deutschen Arbeiterbewegung heraus.
Das heute von der Walzwerk Burg GmbH betriebene Walzwerk, der VEB Achsen-, Federn- und Schmiedewerke „Hermann Matern“ in Roßwein (integriert im IFA-Kombinat) sowie das Transformatoren- und Röntgenwerk (TuR) in Dresden (früher Koch & Sterzel AG) trugen den Namen Materns, ebenso der VEB Bandstahlkombinat „Hermann Matern“ Eisenhüttenstadt und das Reichsbahn-Ausbesserungswerk Cottbus (jetzt DB Fahrzeuginstandhaltung). Im erzgebirgischen Annaberg-Buchholz trug eine Plattenbausiedlung („Wohngebiet Hermann Matern“) seinen Namen. Auch in Halberstadt wurde ein Plattenbauwohngebiet „Hermann-Matern-Ring“ genannt.
Viele Straßen und Schulen trugen den Namen Hermann Materns. Die Luisenstraße in Berlin trug von 1971 bis 1991 seinen Namen. Im sachsen-anhaltischen Möckern, im sächsischen Wilthen ebenso wie in den brandenburgischen Orten Neuruppin und Neuhardenberg sowie in Bergen auf Rügen gibt es immer noch nach ihm benannte Straßen. In Magdeburg war die SED-Bezirksparteischule und das Pionierhaus nach ihm benannt. In seiner Geburtsstadt Burg gab es bis Anfang der 1990er Jahre ein Kreiskulturhaus mit dem Namen Hermann-Matern-Haus, das nach einem Umbau jetzt Stadthalle Burg heißt. Das davor befindliche Matern-Denkmal wurde nach der Wende in der DDR entfernt.
Das Jagdfliegergeschwader 8 der Luftstreitkräfte der Nationalen Volksarmee (LSK/LV) in Marxwalde trug seit 1972 seinen Namen, ebenso die Fachschule des Ministeriums des Innern der DDR in Heyrothsberge.
Eine Gedenktafel an der Einfriedung von Schloss Wackerbarth erinnert noch heute an das Treffen sowjetischer Politiker und Militärs (Anastas Mikojan und Iwan Konew) mit deutschen Politikern (Hermann Matern, Kurt Fischer und Rudolf Friedrichs) im Mai 1945.

## Erinnerung
- Darstellung Materns in der bildenden Kunst der DDR
  - Eberhard Bachmann: Hermann Matern (Porträtbüste, Gips, 1971)[2]
  - Paul Michaelis: Hermann Matern (Öl, 130 × 95 cm, 1969)[3]
  - Irina Zimmermann-Rabinowicz: Hermann Matern (Öl, 1952)[4]
- Am 22. Februar 1971 erhielt die Sekundarschule Nr. 70 in Moskau durch Beschluss Nr. 112 des Ministerrats der RSFSR einen neuen Namen: „Sondersekundarschule Nr. 70 Herman Matern“ (“средняя специальная школа № 70 имени Германа Матерна”).[5]

## Schriften
- Berlin und Deutschland. Reden zu Problemen der Zeit. Berlin, 1947.
- 1947 das Jahr größter Entscheidungen. Unsere Aufgaben im neuen Jahr. Rede auf der Funktionärskonferenz der SED am 5. Januar 1947. Berlin 1947.
- Der Weg. Frieden, Freiheit, Wohlstand. Berlin 1948.
- Die Rolle Ernst Thälmanns bei der Schaffung der revolutionären Massenpartei der Arbeiterklasse. Referat a. d. Propagandistenkonferenz d. Abteilung Propaganda beim ZK der SED am 14. und 15. Juli 1951 in Berlin. Berlin 1951.
- Breite Entfaltung von Kritik und Selbstkritik. Diskussionsbeitrag auf der 2. Parteikonferenz der SED, Berlin, 9.–12. Juli 1952. Berlin 1952.
- (Hrsg.): Weissbuch über den Generalkriegsvertrag. Leipzig 1952.
- Über die Durchführung des Beschlusses des ZK der SED „Lehren aus dem Prozess gegen das Verschwörerzentrum Slansky“. 13. Tagung des ZK der SED, 13.-14. Mai 1953. Berlin 1953.
- Die unerschütterliche Einheit und Geschlossenheit der Partei – Quelle ihrer Macht und Siege! Bericht der Zentralen Parteikontrollkommission auf dem IV. Parteitag der SED vom 30. März bis 6. April 1954. Berlin 1954.
- Deutschland in der Periode der Weltwirtschaftskrise 1929–1933. Der Kampf der Kommunistischen Partei Deutschlands um die Aktionseinheit der Arbeiterklasse gegen die Gefahr des Faschismus und des Krieges. Berlin 1956.
- Deutschland in der Periode der relativen Stabilisierung des Kapitalismus 1924–1929. Der Kampf des deutschen Proletariats unter Führung der KPD gegen das Wiedererstarken des deutschen Imperialismus. Berlin 1956.
- Erich Weinert: Das Nationalkomitee Freies Deutschland 1943–1945. Bericht über seine Tätigkeit und seine Auswirkung. Mit einem Geleitwort von Hermann Matern. Rütten & Loening, Berlin 1957.
- Aus dem Leben und Kampf der deutschen Arbeiterbewegung. Dietz, Berlin 1958.
- Der Parteitag der SPD und die Politik der SED zur Herstellung der Aktionseinheit der deutschen Arbeiterklasse im Kampf gegen die atomare Aufrüstung und für die Bildung einer Konföderation beider deutschen Staaten. Berlin 1958.
- Im Kampf für Frieden, Demokratie und Sozialismus. Ausgewählte Reden und Schriften. Berlin 1963.